# Elymus dahuricus
Elymus dahuricus är en gräsart som beskrevs av August Heinrich Rudolf Grisebach. Elymus dahuricus ingår i släktet elmar, och familjen gräs. Inga underarter finns listade i Catalogue of Life.